# Сумбе (городище)
Сумбе (каз. Сүмбе) — городище в Уйгурском районе Алматинской области Казахстана. Находится в черте села Сумбе

## История
Существует предположение, городище Сумбе на северных склонах Кетменьтау есть  город Лабан из письменных источников X века. Раскопки на городище проводились в 1960-е гг. под руководством К. А. Акишева. Определена площадь городища, изучено устройство городских укреплений, выявлен комплекс материальной культуры IX—X вв. — керамической посуды, предметов местного ремесленного производства, также найдены привозные изделия. Стены укреплений имели характерную для городов Семиречья конструкцию, первоначально на расстоянии 3 м друг от друга сооружались две параллельные каменные стены высотой 2 м, в кладке использовались крупные окатанные булыжники, скрепленные глиняным раствором, пространство между ними забивалось глиной, а выше стену наращивали слоями глины толщиной до 20 см. Глину брали по обеим сторонам стены, но в основном снаружи, в результате чего перед стеной образовался ров. Город был среднего размера, количество жителей не превышало 2200 человек. Город размещался на караванном пути, проходившего по левому берегу Илийской долины от Тальхиза (Талгар) через городища Иссык, Чилик к городищу Сумбе и далее в Алмалык.

## Описание памятника
В наше время от памятника сохранилось крупное кольцевидное в плане городище с невысокими оплывшими крепостными стенами высотой 3 м и шириной 6 м. Диаметр городища около 500 м.
Среди местных старожилов этот памятник известен под названием Калмак сейпыль (‘Калмыцкая крепость’). По местным преданиям, здесь до возвращения казахов в родные края проживали «калмаки» (то есть ойраты), которые, как утверждают жители аула Сумбе, и построили в прошлом бывшее укрепление. В настоящее время на территории городища находятся жилые дома и огороды. В сельской школе в кабинете истории хранятся археологические предметы, найденные местными жителями при различных хозяйственных работах на территории городища. На территории села Сумбе имеется также старинное кладбище. Оно находится верхней части аула, на левом берегу реки. Здесь сохранились памятные знаки на могилах мусульман и православных жителей поселка конца XIX — начала XX в. На западной окраине кладбища в склоне холма в качестве надгробия установлен вкопанный наполовину мельничный жернов с эпитафией и датами 1915, 1933 г.

## Сохранность памятника
Памятник находится под охраной государства, включен в Государственный список памятников истории и культуры местного значения Алматинской области 2010 г. (№ 1491). Физическая охрана памятника на месте отсутствует, значительная часть территории городища занята огородами и домами местных жителей. Хорошо сохранился северный участок крепостной стены.